# Wilhelm von Schrenck
Wilhelm Philibert Freiherr von Schrenck, auch Schrenck von Notzing, (* 28. Februar 1828 in Burgsteinfurt; † 12. November 1892 in Hamburg) war Oberbürgermeister der Stadt Oldenburg.
Schrenck entstammte dem Norddeutschen Zweig des Münchner Patriziergeschlechts Schrenck von Notzing, das 1719 in den Freiherrenstand erhoben worden war.
Seine Eltern waren der oldenburgische Obergeometer und Geheimer Oberkammerrat Albert Philibert Schrenck von Notzing (1800–1877) und dessen Ehefrau Johanna Magdalena van Nes (1803–1846). Sein Bruder Franz (1824–1905) wurde Vater des Mediziners Albert von Schrenck-Notzing.

## Leben
Schrenck besuchte das Alte Gymnasium in Oldenburg und trat nach dem Jurastudium 1852 in den oldenburgischen Staatsdienst ein. Zunächst war er als Amtsauditor in Burhave und Berne eingesetzt und kam 1856 als Regierungssekretär nach Oldenburg zurück. 1857 übernahm er kommissarisch die Aufgaben des Syndikus der Stadt Oldenburg. 1862 wurde er an das Amt Friesoythe versetzt und 1870 zum Amtmann in Vechta ernannt.
Am 27. August 1875 wurde Schrenck zum Bürgermeister der Stadt Oldenburg gewählt. Er trug ab dem 9. Februar 1877 als erster den Titel eines Oberbürgermeisters. Im Februar 1890 wurde er wegen Unterschlagung vom Dienst suspendiert und am 19. März 1890 zu drei Jahren Gefängnis verurteilt. Die Haftstrafe in der Strafanstalt Vechta musste er allerdings wegen einer Begnadigung durch Großherzog Nikolaus Friedrich Peter nicht mehr komplett absitzen. Er starb 1892 in Hamburg.

## Familie
Schrenck war seit dem 7. Mai 1856 verheiratet mit Emilie Mathilde Luise geb. Francksen (1834–1897), der Tochter des Hausmanns Meent Wilhelm Francksen und der Luise Auguste geb. Schröder.

## Weblink
- Oberbürgermeister der Stadt Oldenburg

| Personendaten    | Personendaten                                                 |
| ---------------- | ------------------------------------------------------------- |
| NAME             | Schrenck, Wilhelm von                                         |
| ALTERNATIVNAMEN  | Schrenck, Wilhelm Philibert Freiherr von (vollständiger Name) |
| KURZBESCHREIBUNG | Oberbürgermeister der Stadt Oldenburg                         |
| GEBURTSDATUM     | 28. Februar 1828                                              |
| GEBURTSORT       | Burgsteinfurt                                                 |
| STERBEDATUM      | 12. November 1892                                             |
| STERBEORT        | Hamburg                                                       |